# Грб општине Штрпце
Скупштина општине Штрпце је усвојила предлог грба и стега „Центра за истраживање православног монархизма“ и то апсолутном већином одборничких гласова 15. новембра 2007. године

## Опис грба
Штит: На црвеноме, пропети сребрни вук оружан, језика и буздована у десници златних, откинуте леве шапе
Челенка: Сребрна бедемска круна без мерлона
Држачи: Свети Никола држећи бисерима опточено златно Јеванђеље и Цар Стефан Урош IV Душан Немањић – Силни држећи у десници Краљевски Крст, а у левици развијену своју Краљевску Повељу из 1331, а поред са пободених копаља окованих у злато, у поље се вију златно опшивене српска народна тробојка и стег Титулара, све природно
База и Мото: На стеновитој планини: СИРИНИКЬ – 1331 – ШТРПЦЕ
Стег: На црвеноме из бедемске круне израста полу-вук све сребрно, оружан језика и буздована у десници златних, откинуте леве шапе.